# Aplidium conicum
Aplidium conicum es una especie de tunicado descrita por primera vez por Giuseppe Olivi en 1792. Aplidium conicum pertenece al género Aplidium y la familia de los Polyclinidae. No se enumeran subespecies en el catálogo de la vida.

## Galería de imágenes

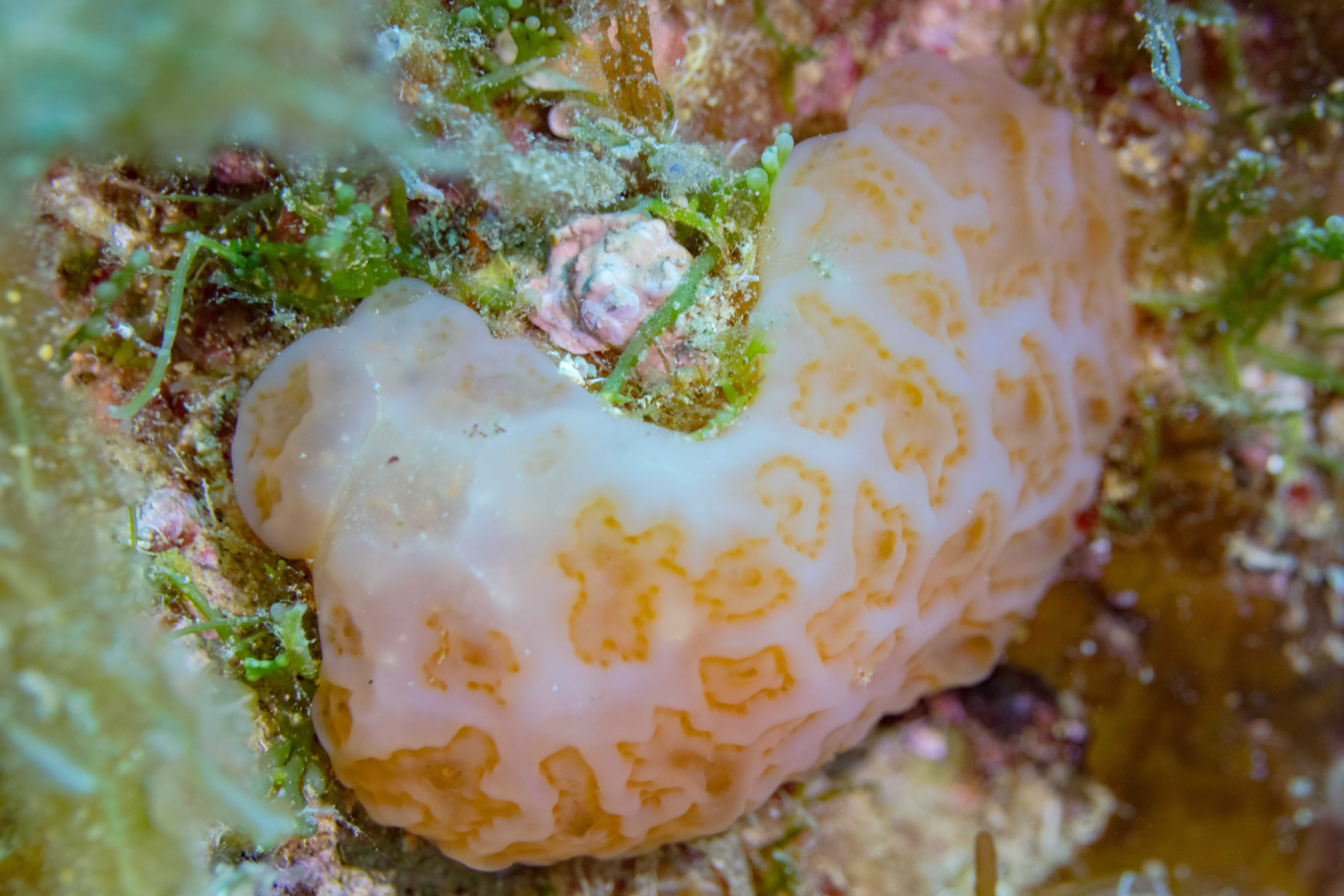
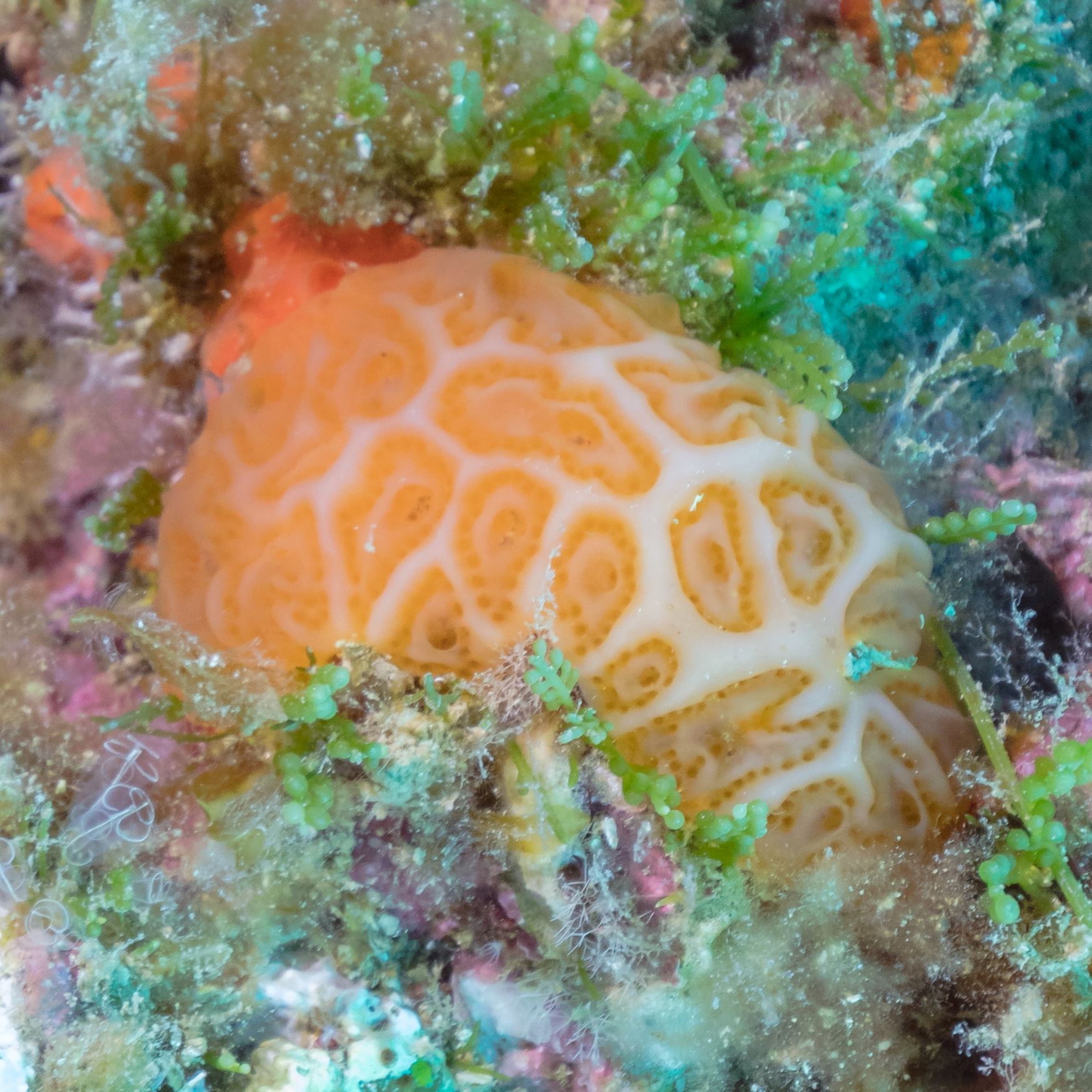